# Erin Brockovich (film)
Erin Brockovich is een biografische dramafilm uit 2000 onder regie van Steven Soderbergh. Het verhaal hiervan is gebaseerd op de waargebeurde geschiedenis van de echte Brockovich, die persoonlijk een juridische strijd aanging met de Pacific Gas and Electric Company.
De film werd genomineerd voor vijf Oscars, waarvan Julia Roberts die voor beste hoofdrolspeelster daadwerkelijk won. Daarnaast kreeg de productie ruim 25 andere prijzen toegekend, waaronder een Golden Globe en een BAFTA Award voor Roberts en National Board of Review Awards voor zowel Roberts als Soderbergh.

## Verhaal
Advocaat-medewerkster Erin Brockovich (Julia Roberts) is een gescheiden moeder van drie jonge kinderen. Ze komt te werken op het kantoor van de advocaat Ed Masry (Albert Finney). Ze spoort deze advocaat aan om een rechtszaak aan te spannen tegen een bedrijf in Californië dat giftige stoffen loost (chroom-6) in het drinkwater. Hierdoor werd een groep mensen zo ziek dat sommigen van hen hieraan overleden. Brockovich en Masry winnen deze zaak uiteindelijk en de fabriek wordt veroordeeld tot een schadevergoeding van 333 miljoen dollar.

## Rolverdeling
| Acteur              | Personage                      |
| ------------------- | ------------------------------ |
| Julia Roberts       | Erin Brockovich                |
| Albert Finney       | Edward L. Masry                |
| Aaron Eckhart       | George, Erin's biker boyfriend |
| Marg Helgenberger   | Donna Jensen                   |
| Tracey Walter       | Charles Embry                  |
| Peter Coyote        | Kurt Potter                    |
| Cherry Jones        | Pamela Duncan                  |
| Conchata Ferrell    | Brenda, Mr. Masry's secretary  |
| Adilah Barnes       | Anna, Mr. Masry's secretary    |
| Scarlett Pomers     | Shanna Jensen                  |
| Michael Harney      | Pete Jensen                    |
| Veanne Cox          | Theresa Dallavale              |
| Scotty Leavenworth  | Matthew Brown                  |
| Gemmenne de la Peña | Katie Brown                    |
| Gina Gallego        | Ms. Sanchez, a PG & E attorney |
| T. J. Thyne         | David Foil                     |
| Valente Rodriguez   | Donald                         |
| Jamie Harrold       | Scott                          |
| Erin Brockovich     | Waitress Julia                 |
| Edward L. Masry     | Diner Patron                   |

## Trivia
- De echte Brockovich verschijnt in de film even in beeld als serveerster Julia.
- De echte Masry overleed op 7 december 2005 in Californië op 73-jarige leeftijd aan de gevolgen van diabetes.